# Wełyka Jaromyrka
Wełyka Jaromyrka (ukr. Велика Яромирка, Jaromirka) – wieś na Ukrainie, w obwodzie chmielnickim, w rejonie gródeckim.

## Dwór
Parterowy dwór od frontu portyk z czterema kwadratowymi kolumnami tworzącymi trzy arkady. Po bokach budynku głównego skrzydła nakryte dachem dwuspadowym szczytem skierowanym do frontu. Okna zakończone półkoliście; obok ogród. Obiekt zniszczony w 1917.